# Eristalinus surcoufi
Eristalinus surcoufi är en tvåvingeart som först beskrevs av Herve-bazin 1914.  Eristalinus surcoufi ingår i släktet slamflugor, och familjen blomflugor. Inga underarter finns listade i Catalogue of Life.